# المنشي
قرية المنشي هي إحدى القرى التابعة لمركز الصف في محافظة الجيزة في جمهورية مصر العربية.